# Gepäckwagen (Kofferkuli)

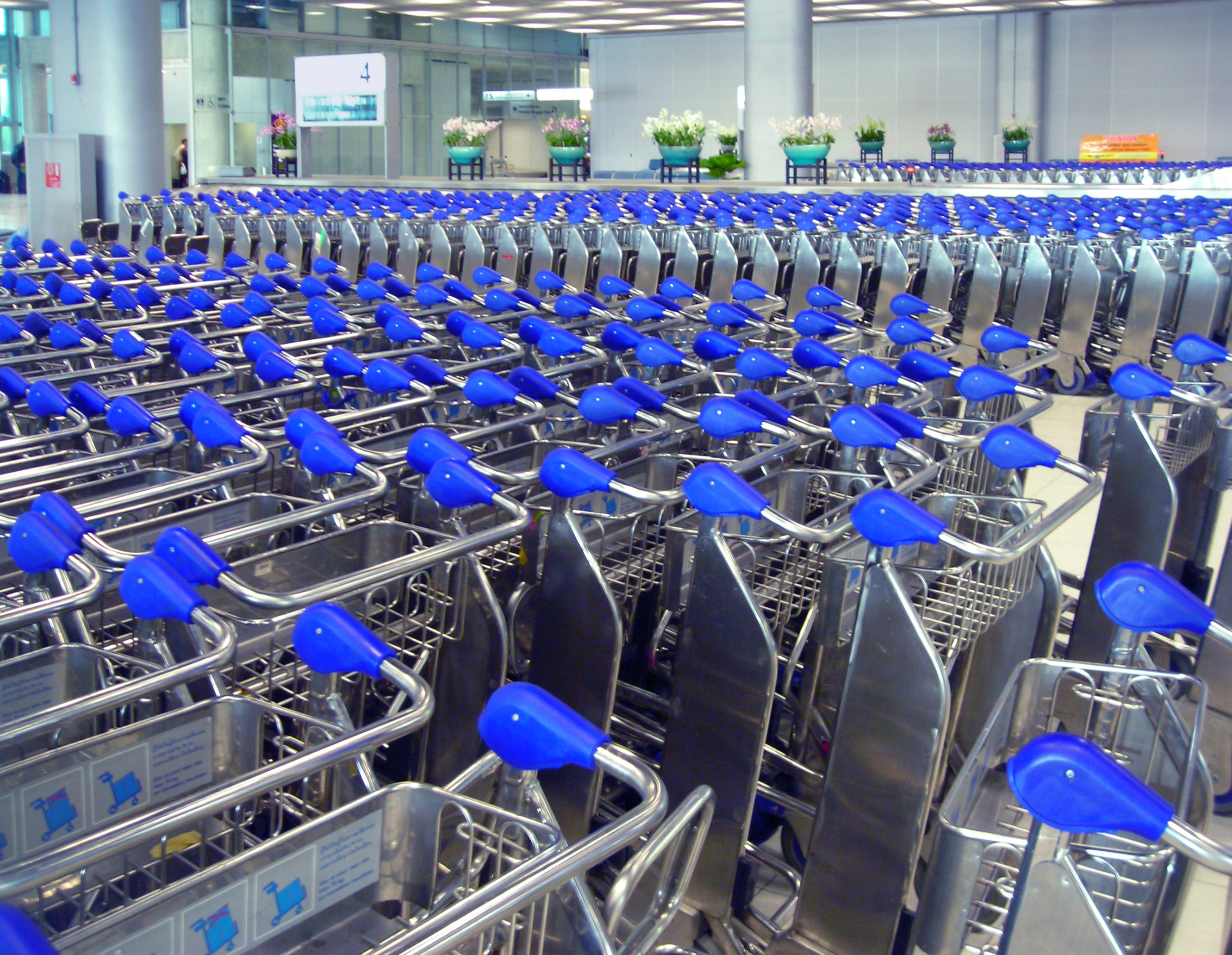
Kofferkulis am Flughafen Bangkok

Schematische Darstellung eines Kofferkulis als Piktogramm

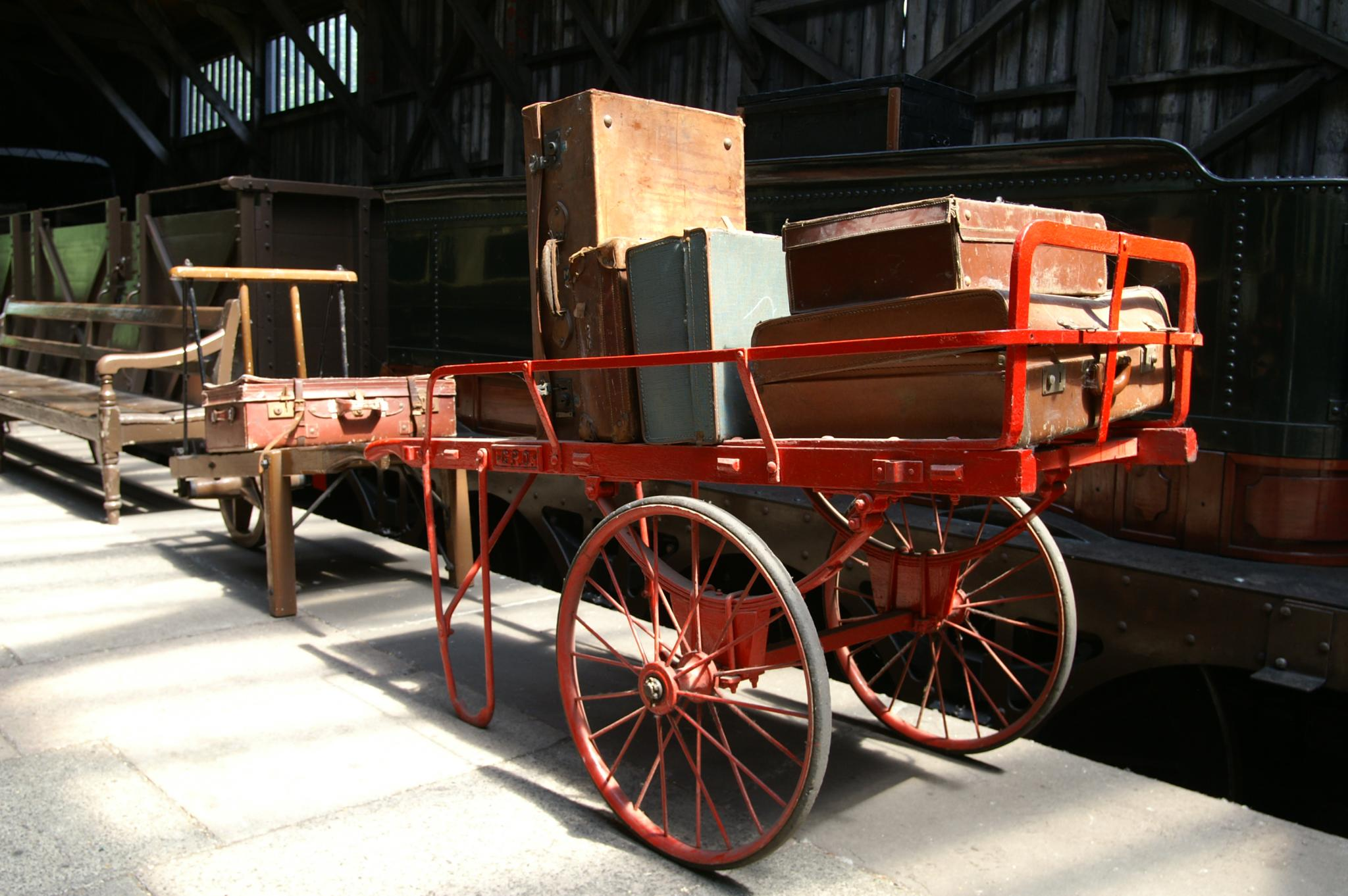
Historisch

Gepäckwagen oder Kofferkulis sind kleine Transportwagen, die für Reisende an Bahnhöfen, Busterminals und Flughäfen in Depots zur leichteren Beförderung ihres Gepäcks bereitstehen.
Das Bremssystem der Wagen wird als Kofferkuli-Prinzip oder auch Totmannbremse bezeichnet. Sind im Anwendungsareal Fahrsteige vorhanden, sind die Gepäckwagen in der Regel mit besonderen Rollen ausgestattet, die eine sichere Beförderung ermöglichen. 2013 kostete ein Gepäckwagen in der Schweiz rund 800 Franken (ca. 650 Euro).

## Vorkehrungen gegen Diebstahl
Häufig muss der Wagen mittels einer Geldmünze von den anderen Wagen im Depot abgekoppelt werden. Dieses Münzpfandsystem soll sicherstellen, dass der Wagen nach Benutzung wieder zu einem Depot zurückgebracht wird.
Um die enorme Diebstahlrate von Gepäckwagen einzudämmen, wurde im Rahmen eines Pilotprojekts 2006 am Frankfurter Hauptbahnhof ein elektronisches Sicherungssystem installiert. Es war mit der Sicherung von Einkaufswagen vergleichbar: Beim Verlassen des Bahnhofsgeländes mit dem Gepäckwagen wurde dieser sofort blockiert. Erlaubte Zonen (z. B. Taxistand) waren ungehindert erreichbar. Beim Überfahren einer Markierung war ein Weiterschieben des Wagens jedoch nicht mehr möglich, er musste vom Bahnhofspersonal per Fernbedienung freigeschaltet werden.

## Geschichte
Das in separaten Eisenbahnwagen transportierte Expressgut, das vom Reisenden vorausgeschickte Gepäck und andere im Zug transportierten Gegenstände wurden früher von Bahnbediensteten zwischen Zug und Gepäckaufbewahrung bzw. Güterschuppen mit Gepäckkarren transportiert.
Nachdem die Diebstahlrate trotz Wegfahrsperre nicht zurückgegangen war, beschloss die Deutsche Bahn im Jahr 2010, die Gepäckwagen an den Bahnhöfen Frankfurt am Main, Hamburg, Augsburg, Göttingen und Berlin zunächst abzuschaffen, da 99 Prozent der Reisenden diesen Service nicht mehr benötigten. Auch die Schweizerischen Bundesbahnen beschlossen 2013 die Abschaffung der Gepäckwagen, außer in den Flughafenbahnhöfen Kloten und Genf. Sie begründeten dies damit, dass die meisten Reisenden heute Rollkoffer benützten und dass die Bewirtschaftung aufwändig sei.

## Wichtige Hersteller
Weltweit größter Hersteller von Gepäcktransportwagen ist Wanzl aus dem schwäbischen Leipheim. Daneben gibt es noch weitere Hersteller wie Expresso aus Kassel.